# Республиканское движение (Швейцария)
Республиканское движение — бывшая крайне правая политическая партия Швейцарии, существовавшая с 1971 по 1989 годы. 

## История
Республиканское движение было основано Джеймсом Шварценбахом после его ухода из Национального действия против отчуждения народа и дома в 1971 году. На выборах 1971 года партия получила 4,3% голосов и 7 мест парламента. Однако, уже на следующих выборах 1975 года за неё проголосовало 3% избирателей и её представительство в Национальном совете уменьшилось до 4 мест. В дальнейшем партия постепенно теряла своё влияние и на выборах 1987 года не получила ни одного депутатского места. 
22 апреля 1989 года Республиканское движение было распущено. Большинство его членов влилось в Федерально-демократический союз.

## Идеология
Республиканское движение придерживалось антииммигрантских и антисистемных взглядов, а также фундаменталистских протестантско-христианских воззрений.

## Участие в выборах
| Выборы | Количество голосов | % голосов | Мест |
| ------ | ------------------ | --------- | ---- |
| 1971   | 84 700             | 4,3%      | 7    |
| 1975   | 57 192 ▼           | 3,0% ▼    | 4 ▼  |
| 1979   | 11 587 ▼           | 0,6% ▼    | 1 ▼  |
| 1983   | 10 148 ▼           | 0,5% ▼    | 1 ▬  |
| 1987   | 6 769 ▼            | 0,3% ▼    | 0 ▼  |